# Magnicity
 (novembre 2023).
Magnicity est un opérateur de sites de tourisme et de loisirs urbains, situé aux derniers étages de gratte-ciels ou de monuments historiques. Magnicity accueille du public dans ses observatoires panoramiques dans 4 villes emblématiques, Paris, 
Berlin, Rotterdam et Chicago. Le groupe poursuit son expansion pour devenir le leader mondial du tourisme et loisir urbain d’altitude.

## Histoire
En 1974, la holding M56 est créée avec l’acquisition et l’ouverture du dernier étage de la Tour Montparnasse à Paris, seul espace destiné à accueillir du public dans la tour pour admirer la vue de Paris à 210 mètres de hauteur. Dès octobre 1974, l’accès à la terrasse est ouvert aux visiteurs.

## Développement & acquisitions
Le succès de Paris permet à la holding de se développer à l’international :  
- En 1997, M56 Group reprend l’exploitation de la Tour TV Berlin[2]
- En 2012, la holding M56 Group acquiert 360 Chicago , situé dans la tour « 875 North Michigan Avenue » anciennement connue sous le nom de « John Hancock Center »[3],
- En 2020, elle s’installe aux Pays-Bas en reprenant le site historique de l’Euromast à Rotterdam[4].
- Fin 2023, Magnicity annonce le développement international d’un nouveau concept de tour de loisir : La Spiral Tower, au travers d’un consortium avec les sociétés Nothernlight et Groenendijk Engineering. Ce concept breveté, innovant et à faible impact environnemental, a été acquis par Magnicity et permettra aux visiteurs et aux touristes de découvrir leurs villes en hauteur, dans des cabines ascensionnelles transparentes.
- En 2024, à Rotterdam également, Magnicity annonce prendre l’exploitation d’un futur établissement au sommet de la tour Zalmhaven I, la plus haute tour du projet d'immeubles De Zalmhaven[5].
- En mars 2024, Magnicity annonce avoir signé un accord avec la société HB Reavis[6] pour l'exploitation exclusive des étages situés au sommet de la Varso Tower, le gratte-ciel le plus haut de l'Union Européenne. L'ouverture du site au grand public est prévue pour l'été 2025[7].

Berliner Fernsehturm
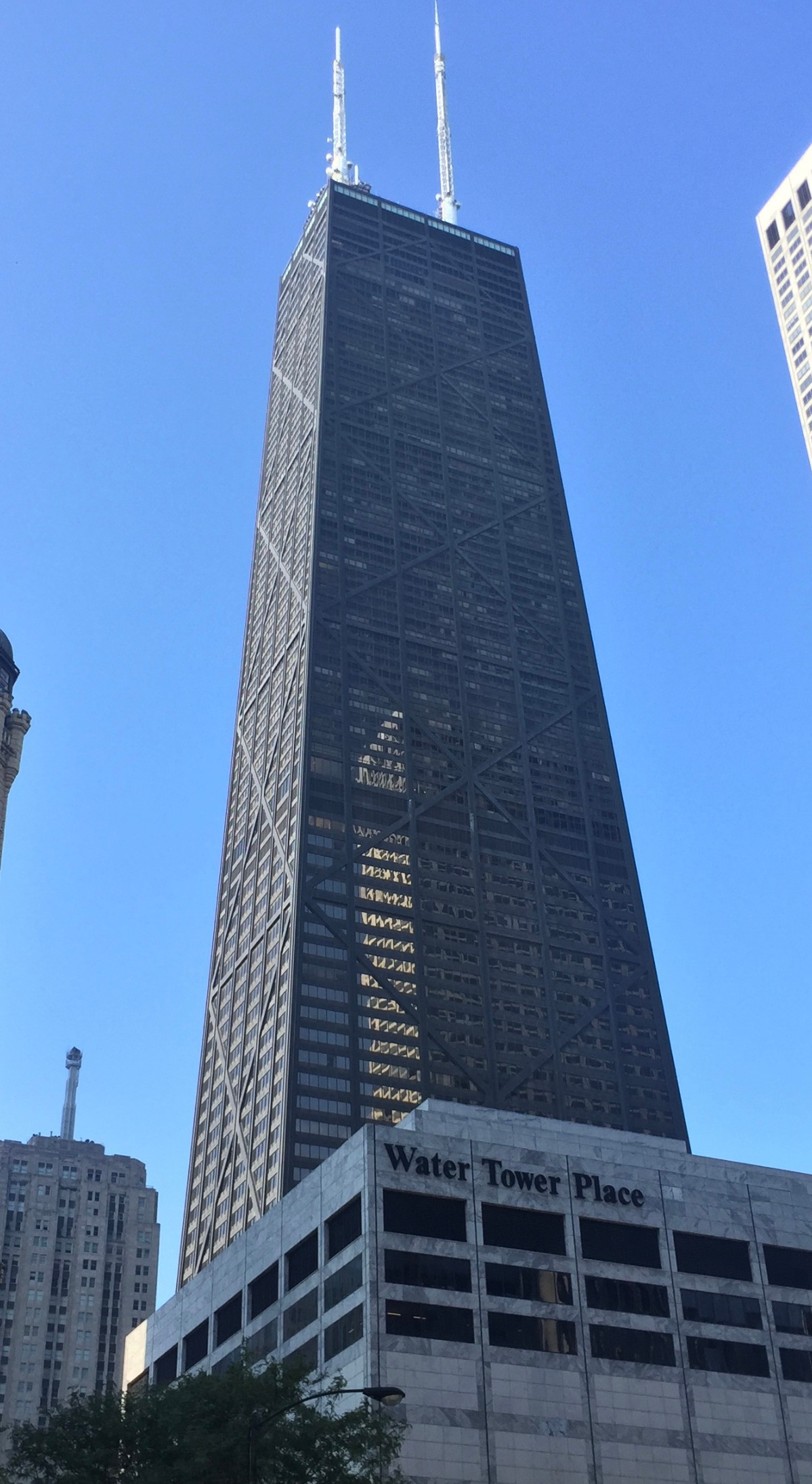
875 North Michigan Avenue, Chicago
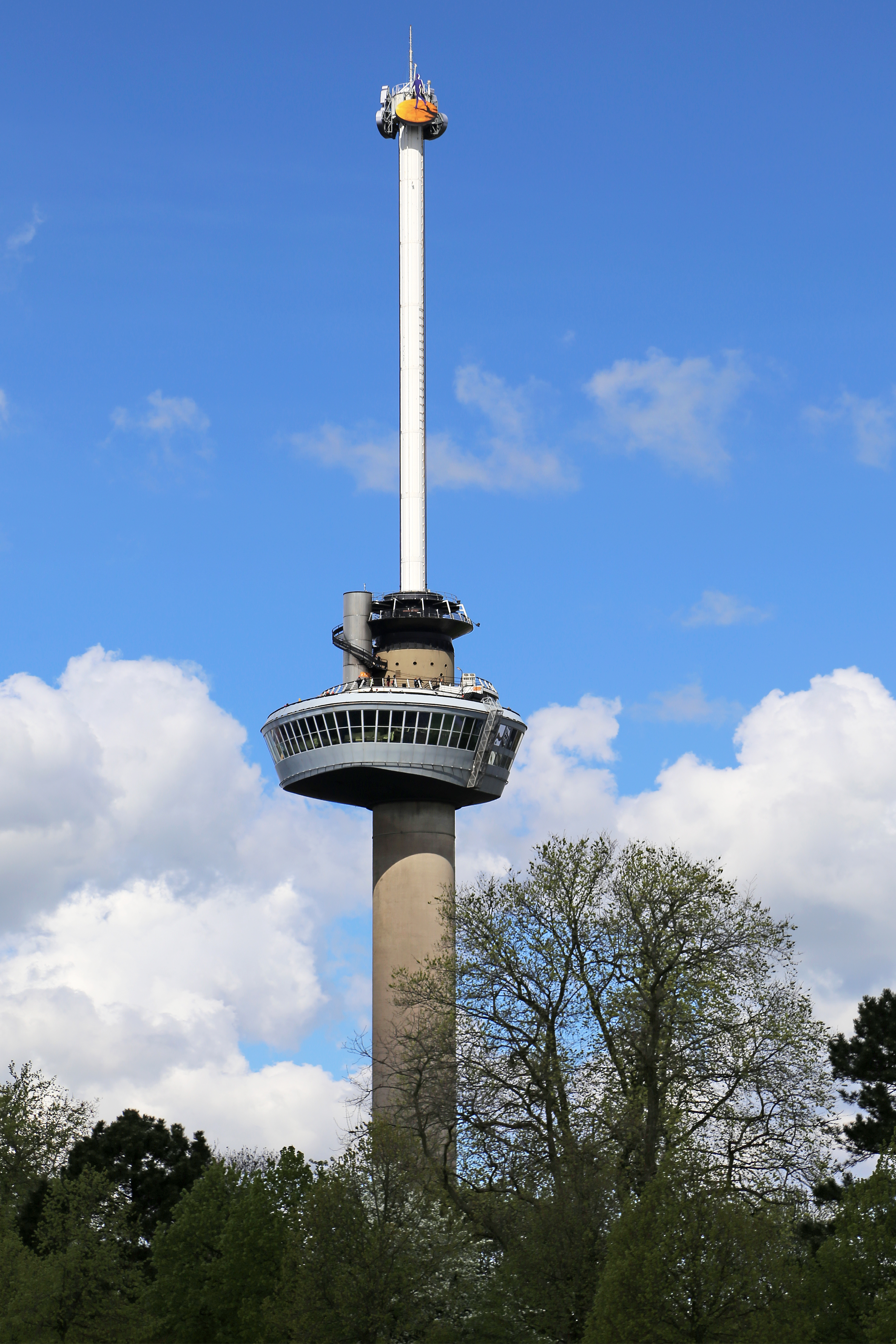
Euromast Rotterdam
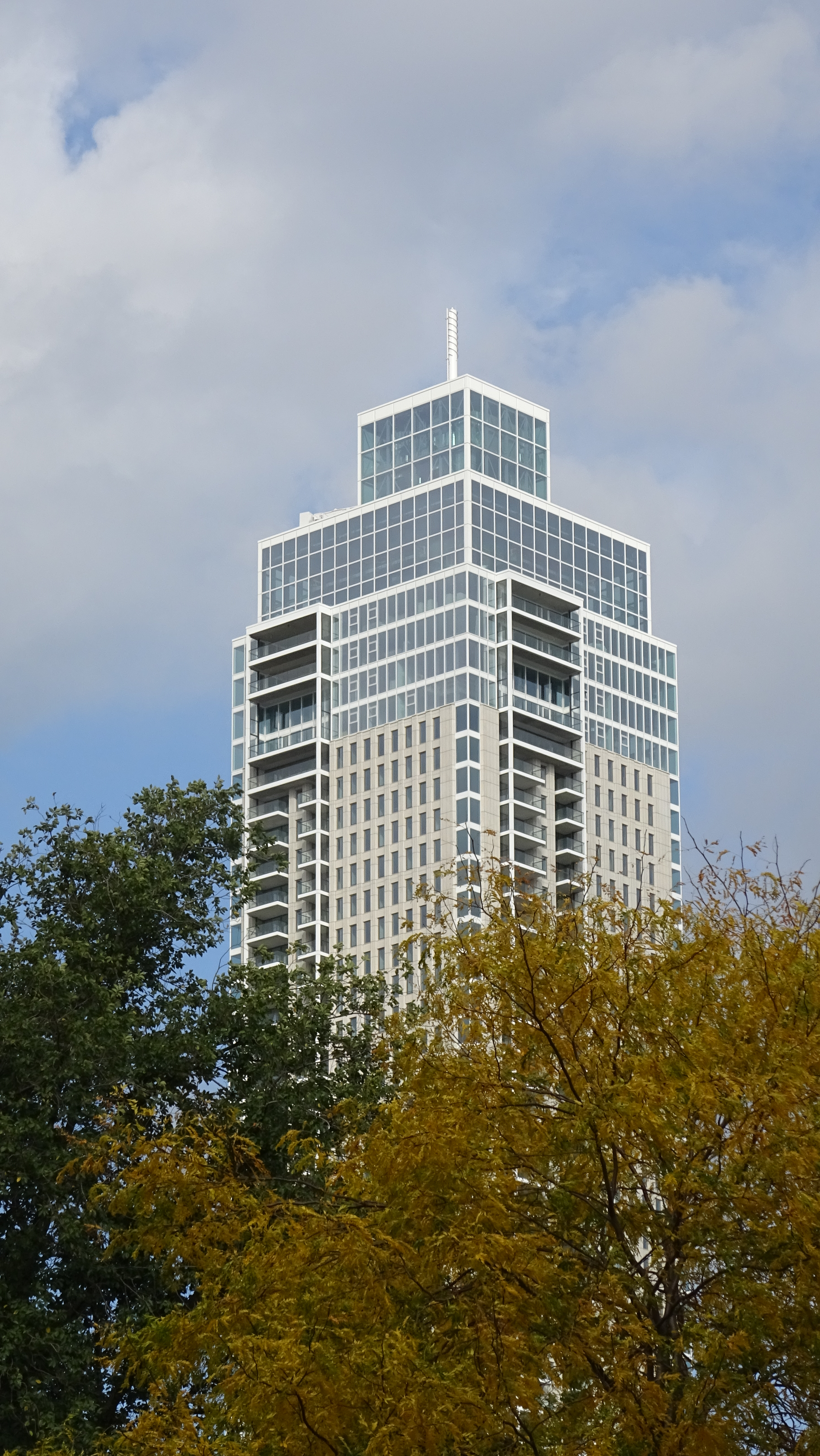
De Zalmhaven
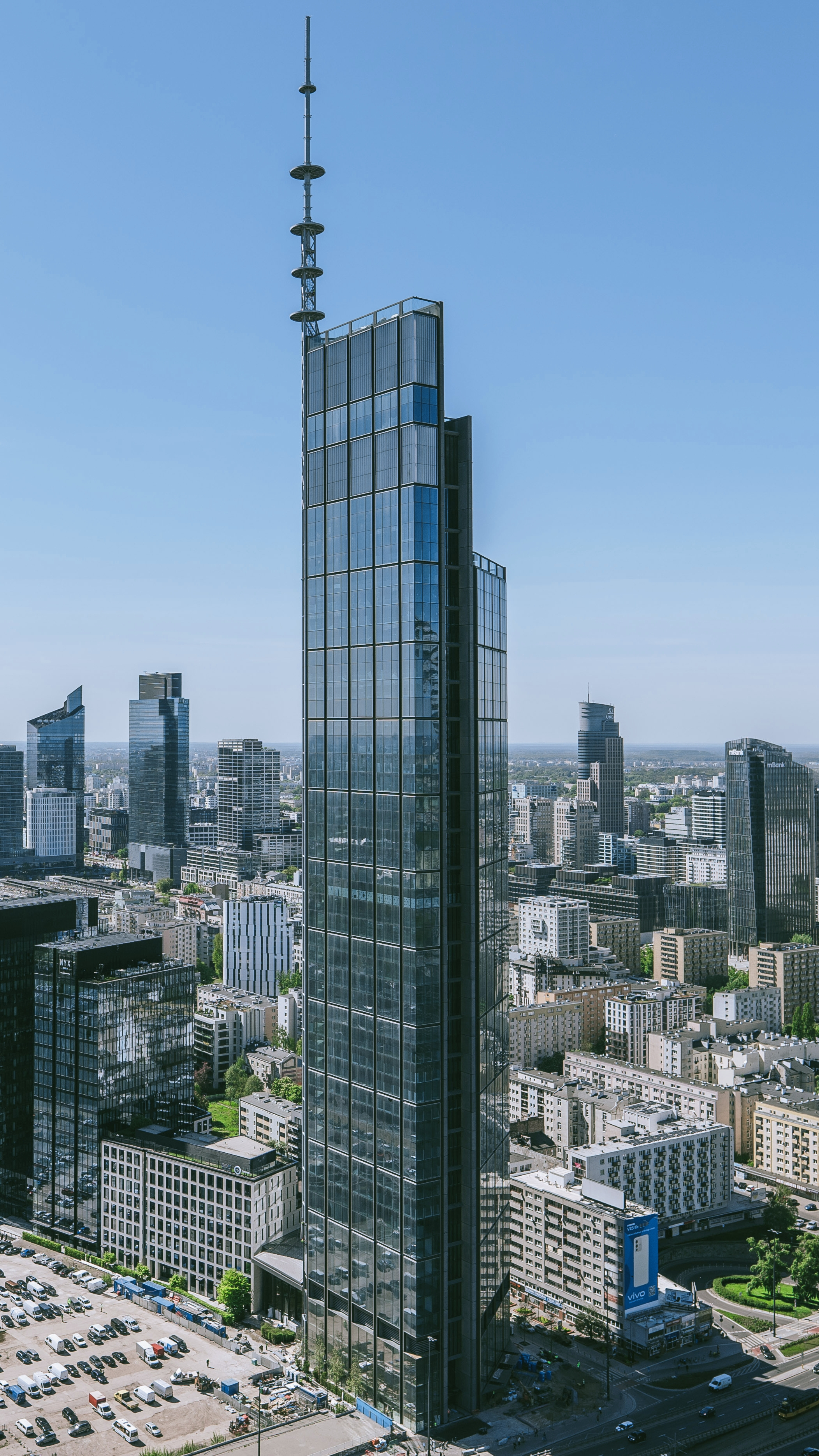
Varso Tower

## Marque Magnicity
Fin 2018, le groupe M56 accueille une nouvelle directrice générale : Alexia Vettier. L’entreprise entame alors une grande phase de modernisation et de transformation avec la création de la marque Magnicity.
Le nom Magnicity et la signature Taking you higher traduisent la volonté de magnifier les villes pour tous. 

## Présence du groupe
Magnicity compte 6 sites :
- À Paris, l’Observatoire Paris Montparnasse[11], situé depuis 1974 au 56e étage de la Tour Montparnasse avec un accès à la terrasse en plein air du 59e étage.
- À Berlin, dans la Tour TV de Berlin, Magnicity gère l’exploitation de la visite de la Tour, du restaurant rotatif et du bar.
- À Chicago, Magnicity est propriétaire de l’observatoire 360 Chicago, situé dans la tour anciennement appelée « John Hancock Center »,
- À Rotterdam, Magnicity compte 2 établissements : 
  - L’Euromast dont le groupe est propriétaire, qui compte un observatoire urbain, un restaurant, un hôtel et une salle de réunion.
  - Les 2 étages les plus élevés de la tour Zalmhaven I que le groupe exploitera en créant un restaurant, un bar et une expérience de visite valorisant la vue 360° depuis ce site sur la ville de Rotterdam.Le site s'appelle Celest[12]
- A Varsovie, Magnicity a annoncé le 25 mars 2024 avoir signé un accord avec HB Reavis, le propriétaire de la Varso Tower[13], pour la gestion et l'exploitation du sommet de la tour. Magnicity y proposera une expérience de loisir unique en son genre. L'opérateur sera en charge de scénographier partiellement le 46è étage, l'intégralité du 49ème étage qui comporte notamment une vaste terrasse arborée et le 53ème étage qui compte le rooftop au sommet de la tour.

## Expériences
Le Tilt : Lancé en 2014 10, le TILT est l’une des attractions à sensations fortes les plus hautes du monde et l'une des expériences les plus populaires de Chicago, qui joue sur le vertige. Les grandes baies vitrées du 94ème étage basculent à plus de 30° dans le vide, à plus de 350m en-dessous. Le Tilt a célébré son premier million de visiteurs en 2019.
La Webapp Magnicity : en mai 2021, le groupe lance l’application Magnicity qui décrypte la vue et localise les monuments de chaque ville du groupe grâce à la technologie de réalité augmentée. Une application gratuite qui est accessible à tous.
Berlin’s Odyssey: en mai 2022, la TV Tower accueille une expérience en réalité virtuelle unique qui raconte l’histoire de Berlin. En 2023, Berlin’s Odyssey se complète d’une deuxième expérience plongeant les visiteurs dans l’histoire de la Tour TV et ses lieux cachés.
Chicago Cloudbar: 360 Chicago ouvre en septembre 2022 l'un des plus hauts bars de Chicago.
L'Euroscoop : à Rotterdam en juin 2023, l’ascenseur vitré et tournant à 360° qui monte à 180m d’altitude, se modernise et se dote d’un sol en verre transparent créant la sensation de vertige.
Paris Time Travel : à l’occasion des 50 ans de la Tour Montparnasse, l’Observatoire lance en mai 2023, « Paris Time Travel », un parcours de visite qui montre quelques grands moments de l’histoire de Paris en réalité virtuelle.
    